# Powiat de Wejherowo
Le powiat de Wejherowo (en polonais : powiat wejherowski) est un powiat appartenant à la voïvodie de Poméranie dans le nord de la Pologne.

## Division administrative

Carte du powiat

Le powiat comprend 10 communes (gminy) :
- 3 communes urbaines : Reda, Rumia et Wejherowo ;
- 7 communes rurales : Choczewo, Gniewino, Linia, Luzino, Łęczyce, Szemud et Wejherowo.

Dans les communes rurales de Linia et de Szemud, le cachoube est reconnu comme langue minoritaire.